# 广从公路
广从公路是中华人民共和国广东省广州市白云区连接从化区的重要交通干道，为105国道一部分。起于白云区白云大道北，终于从化区环市东路。全线双向6车道。扩修后的公路又称为“新广从路”。
新广从路起于白云区黄石东路路口，沿现状国道G105，终点位于从化区街北高速立交。项目全长约49.5公里，其中白云区段长33.31公里，从化区段16.19公里，沿线共计经过7个街镇、29个行政村。
新广从路新建跨线桥立交（3车道；下方辅道2车道）14座、人行天桥53座（沿线平均500米设置一处人行过街设施）、隧道1座，白云区33公里段红绿灯全部撤销，仅从化段保留了3处红绿灯路口。

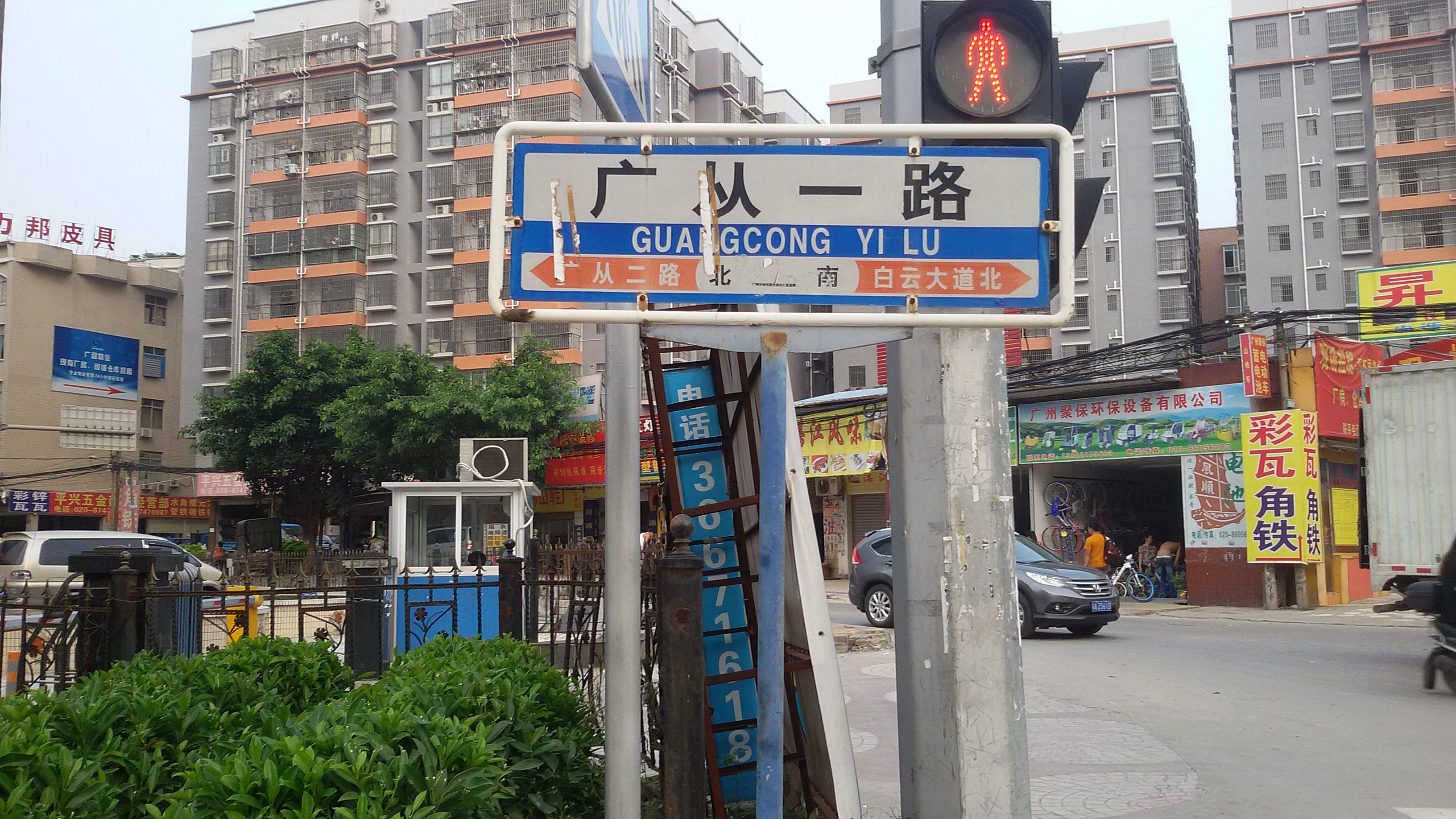
广从一路早期路牌

## 公共交通
- 广州地铁14号线：太和站、竹料站、马沥站、新和站、太平站、神岗站、赤草站
- 东环城际、穗深城际：竹料站（在建）

均在邻近广从公路位置设有出入口。